# White EP
- White E.P.

『White EP』（ホワイト イーピー）は、NYANTORAの5枚目のアルバム。2011年5月18日、HEARTFASTより発売。

## 解説
SUPERCARのフロントマンである中村弘二のソロプロジェクト・NYANTORAの通算5枚目のアルバム。
2006年発売の「夜を忘れなさい/97-03」以来5年ぶりとなる全国流通盤。
砂原良徳がマスタリングを手掛けている。
後に中村が在籍するバンド「LAMA」のメンバーでもある牛尾憲輔がリミックスで参加している。
アルバム名の通りジャケットとCDレーベル面は白1色となっている。

## 収録曲
1. 1
2. 2
3. 3
4. 4
5. 10(1+2+3+4)agraphRemix
リミックス：牛尾憲輔

全作曲・編曲：中村弘二